# Wolfgang Pohl (Beamter)
Wolfgang Rudolf Bernhard Pohl (* 24. April 1897 in Breslau, Niederschlesien; † 1962 in Berlin-Zehlendorf) war ein deutscher Ministerialbeamter und Wirtschaftsmanager.

## Leben
Er war der zweite Sohn des Carl Pohl und der Helene Schiemann (Schwester des Max Schiemann und Tante des Günther Schiemann). Pohl studierte ab 1917 an der Friedrich-Wilhelms-Universität, wo er 1921 unter Heinrich Herkner zum Dr. rer. pol. promoviert wurde. Anschließend war er bis 1933 in der sozialpolitischen Abteilung der AEG tätig. Zusätzlich arbeitete er ab 1922 auch in der Redaktion für Sozialpolitik bei der Deutschen Allgemeinen Zeitung und seit 1927 als Referent im Reichswirtschaftsministerium.
Im Jahr 1933 wurde er Abteilungsdirigent im Reichsarbeitsministerium, seit Ende 1933 persönlicher Referent für Sozialfragen des Stabsleiters der Obersten Parteileitung der NSDAP, Robert Ley. Noch im selben Jahr wurde er zum Ministerialrat befördert. Im Folgejahr (1934) wurde er Ministerialdirektor, 1935 kam er als solcher ins Reichswirtschaftsministerium. Ein Jahr später (1936) wurde er Leiter des „Arbeitswissenschaftliches Instituts“ (AWI) der DAF. Um 1941 schied er als Ministerialdirektor z.D. aus. Pohl galt als ehrgeizig und karrierebewusst und verfügte über Kontakte zu den unterschiedlichsten Institutionen des NS-Staates.
Pohl war dann Vorstand der Preußischen Elektrizitäts-AG in Berlin und der Nordwestdeutschen Kraftwerke AG in Hamburg. Außerdem war er Mitglied des Aufsichtsrates mehrerer Stromversorgungsunternehmen.
Nach dem Zweiten Weltkrieg wurde er 1945 durch die Alliierten in der SBZ festgenommen und zu 20 Jahren Haft (verbüßt bis Januar 1956) durch das Chemnitzer Landgericht verurteilt. Danach zog er nach West-Berlin, wo es ihm psychisch und physisch immer schlechter ging. Schließlich starb er 1962 in seinem Haus in Berlin-Zehlendorf.
Pohl heiratete am 10. September 1926 in Berlin Ilse Seeger, die Tochter des Malers Hermann Seeger und der Marie Cramer von Clausbruch, Schwester des Offiziers Rudolf Cramer von Clausbruch (1864–1916), sowie Nichte des Rudolf Otto Caesar.
Aus dieser Ehe stammten eine Tochter und vier Söhne.